# 王茜华
王茜华（1970年10月28日—），陕西西安人，中国大陆女演员。她曾获得2004年中国电视剧飞天奖优秀女演员奖。

## 生平
1986年至1990年就读于西安艺术学校。1990年进入西安儿童艺术剧院任演员。1996年毕业于上海戏剧学院表演系。毕业后进入北京人民艺术剧院，任话剧演员。